# Цхалтубо
Цхалтубо (грузински: წყალტუბო) е град в Имеретия, Грузия. Разположен е между реките Риони Цхенисцкали, на около 9 km северозападно от Кутаиси. Административен център е на Цхалтубски район. Известен е с балнеоложките си извори. Към 2014 г. населението му наброява 11 281 души.

## История
Първото споменаване на селището датира от 7 век, а през 12 век е вече известен балнеоложки център. През 1898 г. учени правят химически анализ на водата, която се оказва изключително благоприятна за човешкото здраве. През 1920 г. минералните извори преминават под властта на СССР, а селището официално получава функцията на балнеоложки курорт. След 1926 г. курортът започва интензивно развитие, като през 1931 г. е посетен от Йосиф Сталин, който си лекува крака тук. В периода 1931 – 1932 г. се провеждат широкомащабни хидрологически изследвания. През 1950 г. е изработен план за разделяне на града на три части – балнеоложка, санитарна и жилищна. Статут на град получава през 1953 г.

## Курорт
Минералните извори в Цхалтубо съдържат радон и карбонати. Температурата на извиращата вода е около 33 – 35° C. Водата е целебна за кръвоносната, нервната, опорната и репродуктивната система, както и за кожата. От 1970-те години се прилага и т.нар. спелеотерапия, при която се смята, че въздухът в местните пещери помага срещу белодробни заболявания. Лечението обикновено продължава 3 – 4 седмици. Цхалтубо е бил особено популярен по времето на социализма, когато в града са идвали около 125 000 летовници на година. В една от баните има фриз на Сталин и посетителите могат да видят частния басейн, където се е къпал Първият. В днешно време интересът към курорта е спаднал значително (под 1000 летовници на година).

## Икономика
До разпадането на СССР в града работят множество фабрики и заводи, произвеждащи хранителни и химически стоки. Днес повечето са в окаяно състояние. Градът разполага с жп гара.